# 선거연수원
선거연수원(選擧硏修院)은 중앙선거관리위원회 소속 공무원에 대한 교육·훈련과, 민주시민정치교육 활성화를 통해 건전한 민주시민을 양성하기 위하여 설립된 대한민국 중앙선거관리위원회 소속기관으로 선거연수원장(2급 ~ 3급)은 이사관 또는 부이사관으로 보한다.

## 연혁
- 1996년 5월 10일 선거연수원 신설 (교학과, 서무과)

## 주요 업무
- 연간 교육·연수계획의 수립·총괄 및 연수결과 종합평가
- 교육·연수관련 대외협력 및 국제교류
- 학회·시민사회단체와의 민주시민교육관련 연계사업추진
- 연수시설·장비·물품 및 국유재산 관리
- 직무교육과정 운영계획 수립·시행 및 평가
- 각급 선거관리위원회 소속 공무원 교육 및 위원연수
- 유관기관 공무원 및 외국선거관계자 연수
- 직무교육·연수프로그램 연구·개발
- 사이버교육과정 운영계획 수립·시행
- 선거연수원 홈페이지 운영 및 전산장비 유지·관리
- 민주시민교육과정 운영 계획 수립·시행 및 평가
- 민주시민교육·연수 프로그램 연구·개발
- 민주시민교육 활성화사업 개발·추진
- 선거·정당 및 정치자금 사무관계자 연수
- 일반 국민에 대한 민주시민교육
- 공무원·학생 및 시민단체 구성원 등에 대한 민주시민교육
- 교육·연수교재 연구·집필 및 강의
- 공무원교육훈련 및 민주시민교육 발전을 위한 조사·연구
- 공직선거·재외선거 등 제도의 연구·분석에 관한 사항
- 기타 정책 개발·연구에 관한 사항

## 조직

### 선거연수원장

#### 교수기획부
- 교수기획
- 직무교육
- 서무

#### 시민교육부
- 시민교육기획
- 정당연수
- 유권자연수

#### 제도연구부
- 전임교수
- 제도연구운영
- 사이버교육